# Coleophora amethystinella
Coleophora amethystinella is een vlinder uit de familie kokermotten (Coleophoridae). De wetenschappelijke naam is voor het eerst geldig gepubliceerd in 1855 door Ragonot.
De soort komt voor in Europa.